# Мультипрограммирование
Мультипрограммирование — способ организации выполнения нескольких программ на одном компьютере.
Разделяют мультипрограммирование в пакетных системах, системах реального времени и в системах разделения времени.

## Пакетная обработка
Пакетная обработка используется для достижения максимальной эффективности использования ресурсов вычислительной машины при выполнении вычислительных задач путём сбалансированной загрузки её компонентов, как например, АЛУ и УВВ. Задачи, планируемые к выполнению, называются пакетом. Переключение между задачами в пакетном режиме инициируется выполняющейся в данный момент задачей, поэтому промежутки времени выполнения той или иной задачи не определены.

## Системы разделения времени
Системы разделения времени используются для «одновременного» выполнения нескольких программ в интерактивном режиме. В отличие от пакетного режима, все программы получают определённые временные промежутки для выполнения, затем система инициирует переключение. Выделяемые временные интервалы могут быть равными для всех задач, а могут определяться их приоритетами.

## Системы реального времени
Системы реального времени отличаются от систем с разделением времени (англ. time-sharing system) тем, что они должны быть предсказуемы в следующих ситуациях:
- Высокая степень планируемости: временные ограничения должны выполняться и при высокой степени использования ресурсов.
- Время отклика должно быть в пределах допустимого даже в наихудшем случае.
- Стабильность при вре́менной нагрузке: в случае перегрузки система должна успевать выполнять наиболее важные задачи в срок, жертвуя менее важными.

Кроме того, система реального времени может тратить больше ресурсов (быть менее эффективной или иметь меньшую пропускную способность) из-за более высоких требований к планированию задач, а также не использовать в полной мере ресурсы в моменты средней загруженности.